# Таламокортикальная дизритмия
Таламокортикальная дизритмия, сокращённо ТКД — это теоретическая концепция, в рамках которой специалисты в области нейронаук пытаются объяснить позитивные и негативные симптомы, вызываемые такими неврологическими и нейродегенеративными заболеваниями, как болезнь Паркинсона, эссенциальный тремор, нейропатическая боль, эпилепсия, синдром Туретта.
Как предполагается, при таламокортикальной дизритмии нормальный таламокортикальный резонанс нарушен вследствие повреждения или нарушения функции нейронов, прежде всего, таламуса, реже коры больших полушарий головного мозга.
Таламокортикальная дизритмия может быть излечена нейрохирургическими методами, такими, как центральная латеральная таламотомия или имплантация таламического стимулятора. Однако вследствие инвазивности и необратимого характера этих процедур, а также риска тяжёлых осложнений при повреждении «не тех» ядер таламуса, этот метод лечения резервируется для тех пациентов, которые оказались резистентными к более традиционному или стандартному лечению.

## Обоснование
В основе теории таламокортикальной дизритмии лежит гипотеза о том, что первичное повреждение нейронов ядер таламуса может вызвать снижение уровня возбуждающей импульсации либо повышение уровня угнетающей импульсации от таламуса в кору больших полушарий головного мозга. Первичное повреждение тех или иных областей коры больших полушарий способно вызвать ретроградную функциональную атрофию соответствующих, связанных с этими областями коры, ядер таламуса, то есть их вторичное повреждение. Как тот, так и другой механизм в конечном итоге приводит к тому, что нейроны и таламуса, и коры больших полушарий головного мозга переключаются из режима тонической, постоянной, регулярной, но низкоинтенсивной биоэлектрической активности в режим нерегулярных, редких, но сильных вспышек биоэлектрической активности. Это, в свою очередь, приводит к закреплению и в таламических, и в кортикальных нейронах патологического ритма таламокортикальных осцилляций с частотой примерно 5 Гц.

## Доказательства
Доказательства существования явления таламокортикальной дизритмии основываются на результатах магнитоэнцефалографических (МЭГ) и электроэнцефалографических (ЭЭГ) исследований пациентов, а также на результатах прямой записи биоэлектрической активности таламуса во время операции таламотомии или вживления таламического стимулятора. Анализ спектра мощности ЭЭГ и МЭГ пациентов показывает повышенную когерентность и повышенную бикогерентность в тета-диапазоне, по сравнению со здоровым контролем. Это доказывает тесную функциональную связь коры и таламуса пациентов при генерации патологического тета-ритма.
Потеря таламусом способности генерировать достаточное количество входящих в кору больших полушарий от самого таламуса как первоисточника, или пропущенных через фильтры таламуса потоков возбуждающих импульсов от нижележащих структур мозга и сенсорных систем — приводит к тому, что затронутый таким поражением таламокортикальный столбец или таламокортикальная цепь (ядро таламуса и связанные с ним участки коры больших полушарий) замедляет свою биоэлектрическую активность. В спектре биоэлектрической активности пораженных участков головного мозга начинают преобладать тета- или дельта-ритм. Это, в свою очередь, вызывает исчезновение или снижение выраженности феномена латерального ингибирования — феномена, благодаря которому области коры больших полушарий, проявляющие высокую биоэлектрическую активность в быстрых диапазонах волн, угнетают биоэлектрическую активность рядом расположенных (латеральных) областей коры, и становятся, таким образом, доминантным очагом возбуждения в данном регионе. В результате доминанта возбуждения перемещается в соседние, расположенные вблизи «замедлившегося» или повреждённого участка коры, области. В этих областях начинают преобладать альфа- и гамма-ритмы. При этом тета- и дельта-ритмы, исходящие из очага поражения, ответственны за негативные симптомы (то есть за выпадение тех или иных функций головного мозга, за развитие тех или иных неврологических, нейропсихиатрических или нейрокогнитивных дефицитов). Напротив, гамма-ритмы, исходящие из областей коры, окружающих или прилегающих к очагу поражения, ответственны за позитивные симптомы (то есть за появление, добавление новых феноменов, не наблюдаемых в психике или нервной деятельности здорового человека, таких, как галлюцинации и бред при психозах, или конфабуляция при амнезии и деменции, или тремор и гиперкинезы при болезни Паркинсона).
Верность этой теории о медленных тета- и дельта-ритмах как источнике или электрофизиологическом корреляте негативных, дефицитарных симптомов, и о гамма-ритмах как источнике или электрофизиологическом корреляте позитивных, добавленных симптомов, подтверждена для таких разных заболеваний, как тиннитус, фантомные боли и даже большая депрессия. Важная роль таламокортикальной когерентности или, напротив, некогерентности в формировании этих биоритмов, как нормальных, так и патологических, была установлена методом машинного обучения на больших выборках электроэнцефалограмм и магнитоэнцефалограмм. Было показано, что при каждом из упомянутых заболеваний наблюдаются значительные отклонения биоритмов в соответствующих областях коры больших полушарий от нормы, и наличествует выраженная таламокортикальная дизритмия. При этом разные психические и неврологические заболевания отличаются пространственным расположением и топографической организацией затронутых патологическим процессом таламокортикальных цепей, вовлечением разных групп ядер таламуса и разных областей коры больших полушарий.

## Лечение
До настоящего времени не известен точный патофизиологический механизм, благодаря которому при поражениях таламуса или таламокортикальных цепей, или при возникновении таламокортикальной дизритмии, развиваются столь разнообразные нарушения в работе разных сенсорных систем (в частности, нарушение работы соматосенсорной системы, проявляющееся классическим таламическим синдромом Дежерина-Русси), двигательные нарушения, психические нарушения, когнитивные нарушения. Тем не менее, хирургическое вмешательство, заключающееся в стереотаксической таламотомии с селективным разрушением или нанесением повреждений в небольших участках центральных латеральных областей таламуса, или же имплантация таламического стимулятора оказались эффективными в лечении болезни Паркинсона и нейропатической боли, в том числе нейрогенной боли, такой, как таламический синдром.
Методика биологической обратной связи (БОС), при которой головной мозг пациента «обучается» усиливать или ослаблять те или иные ритмы головного мозга, их частоты, амплитуду и когерентность, может быть полезной и эффективной неинвазивной методикой лечения таламокортикальной дизритмии, особенно пригодной для сравнительно лёгких случаев.